# Афанасий (Палецкий)
Архиепископ Афанасий (в миру князь Палецкий; умер после 1568, Кириллов Белозерский монастырь) — епископ Русской церкви, архиепископ Полоцкий, епископ Суздальский и Тарусский.

## Биография

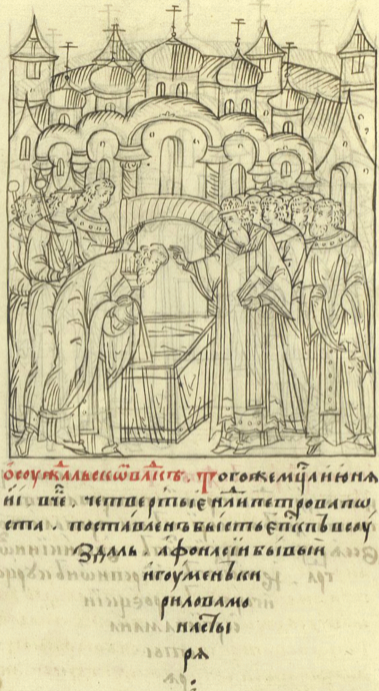
Митрополит Макарий посвящает Афанасия в епископы Суздальские

С 1539 года — игумен Кириллова Белозерского монастыря.
18 июня 1551 года хиротонисан во епископа Суздальского и Тарусского.
По свидетельству князя Андрея Курбского, преподобный Феодорит Кольский, архимандрит Евфимиева суздальского монастыря, обличал архиепископа Суздальского «за сребролюбие и пиянство». Участвовал в соборе против ереси Башкина, где обвинил Феодорита в дружбе с осуждённым на соборе старцем Артемием.
В 1555 году принимал участие в хиротонии первого архиепископа Казанского Гурия (Руготина).
В 1564 году принимал участие в погребении митрополита Московского Макария. Принимал участие в работе церковного Собора, и в интронизации нового митрополита Московского Афанасия, состоявшейся 5 марта 1564 года.
С 1564 года — на покое. Поселился в Белозерском монастыре.
11 августа 1566 года назначен архиепископом Полоцким. В 1568 году вновь ушёл на покой.
17 мая 1568 года прибыл на покой в Кирилло-Белозерский монастырь, где и скончался. Похоронен в паперти Успенского собора (у северных дверей) Кирилло-Белозерского монастыря.